# Piula d'esperons de Grimwood
La piula d'esperons de Grimwood (Macronyx grimwoodi) és un ocell de la família dels motacíl·lids (Motacillidae).

## Hàbitat i distribució
habita praderies del centre i est d'Angola, sud de la República Democràtica del Congo i l'extrem nord-oest de Zàmbia.